# 212465 Goroshky
212465 Goroshky este un asteroid din centura principală de asteroizi.

## Descriere
212465 Goroshky este un asteroid din centura principală de asteroizi. A fost descoperit pe 23 august 2006 la observatorul astronomic din Andrușivka. Asteroidul prezintă o orbită caracterizată de o semiaxă mare de 2,72 ua, o excentricitate de 0,09 și o înclinație de 8,8° în raport cu ecliptica.